# شهرستان روکیتسانی
ناحیهٔ روکیتسانی (به لاتین: Rokycany District) یک ناحیه در جمهوری چک است که در منطقه پلزن واقع شده‌است. ناحیهٔ روکیتسانی ۵۷۵٫۱۱ کیلومتر مربع مساحت و ۴۶٬۵۶۰ نفر جمعیت دارد.